# 和光ケミカル
株式会社和光ケミカル（わこうケミカル、英称: WAKO CHEMICAL, LTD.）は、神奈川県小田原市に本社を置く日本の潤滑油、添加剤、カーケア・メインテナンス製品の製造・開発・販売を行う企業。1972年（昭和47年）創業。ブランド名はWAKO'S（ワコーズ）。

## 概要
元々は、アメリカのケミカルメーカーであるウインズ（wynn's、イリノイ・ツール・ワークス（ITW）の子会社で現在の輸入元はウイスター・公洋商事）の輸入代理店であったが、後に自社開発に着手した（一部現在でもOEMでの調達品がある）。
販売方法は中間代理店を通さず、潤滑コンサルタントといわれるセールスマンが、直接小売店や自動車整備工場に納入する直販方式を採っており、量販カー用品店で販売されることは少なく、ホームセンターでは販売されない。主力商品のエンジンオイルのラインナップも高価格帯のマニア向けの商品と、コストに厳しい業務用オイルと二極化したラインナップ構成になっている。
また、アマチュアのモータースポーツ活動も支援している。レース場でオイルの分析・評価や、店頭でのケミカル剤の効果の実演、オイルの極圧性能を測るティムケンテスト（チムケン試験、Timken OK Load）などのデモンストレーションを行っている。

## 主な製品

### エンジンオイル
4CR-SRシリーズ
四輪専用のフラッグシップオイル。サーキット品質を標榜している。同社SDSによればベースは高度精製鉱物油（政令番号168)である。なお有機モリブデン濃度は0.1W%と多い。
4CRシリーズ
レーシングスペックを標榜している。JASO T903規格は取得していないが、二輪車でも使用可能としている。同社SDSによればベースは高度精製鉱物油（政令番号168)である。
4CT-Sシリーズ
欧州車や米国車、ガソリン・ディーゼルと、幅広く対応することを標榜している。JASO規格及びAPI規格を取得しているほか、一部粘度を除きACEA規格及び欧州自動車メーカーの認証も取得している。同社SDSによれば高度精製鉱物油（政令番号168)75-85wt%である。
トリプルRシリーズ（TR）
レーシングスペックを標榜している。一部粘度を除きJASO T903規格を取得している。同社SDSによれば高度精製鉱物油（政令番号168)50-60wt%である。
プロステージSシリーズ（PRO-S）
ストリートスペックを標榜している。一部粘度を除きJASO T903規格を取得している。同社SDSによれば高度精製鉱物油（政令番号168)80-90wt%である。従来は整備工場向けの業務用オイルであったが、現在では一般向けの1L缶および4L缶も販売されている。
タフツーリングシリーズ（TT）
ヘビーデューティオイルを標榜している。JASO T903規格を取得している。高同社SDSによれば高度精製鉱物油（政令番号168)65-75wt%である。チューニング車両のほか、クラシックバイク・クラシックカー向けを標榜しているため、高粘度のみのラインナップとなる。
マルチロードシリーズ（MR）
DPF付きディーゼル専用エンジンオイル。JASO DH-2またはDL-1規格を取得している。4L缶の販売はない。同社SDSによれば高度精製鉱物油（政令番号168)75-85wt%である。
WR-Rシリーズ
耐熱ダレ性能の実現を標榜する四輪専用オイル。
WR-Sシリーズ
耐熱ダレ性能の実現を標榜する二輪専用オイル。二輪専用オイルであるにもかかわらず、JASO T903規格は取得していない。
ZERO20シリーズ
省燃費を標榜している四輪専用オイル。API規格およびILSAC規格を取得している。同社SDSによれば高度精製鉱物油（政令番号168)80-90wt%である。

### ATF・CVTF
プレミアムスペック（ATF P-S、CVTF P-S）
2016年5月発売。Full Synthetic（全合成）で耐熱性と酸化安定性に優れると謳うが、同社SDSによれば高度精製鉱物油ベース80-90%である。ATF P-Sは発売当初よりJASO規格のJASO 1A-LVに適合し低粘度ATF指定車に対応している。同社のカタログ上ではATF P-SおよびCVTF P-Sのみ「高性能」を冠している。同社初のCVTFはCVTF P-Sで同社SDSによれば高度精製鉱物油ベース80-90%である。
セーフティスペック（ATF S-S、CVTF S-S）
普及グレード帯のATF・CVTF。適用範囲が幅広いとしている。ATF S-Sは改良によりJASO規格のJASO 1A-LVに適合し低粘度ATF指定車に対応した。同社SDSによれば高度精製鉱物油ベース80-90%である。CVTF S-Sは2019年6月に発売され、同社SDSによれば高度精製鉱物油ベース80-90%である。
ハイパースペック（ATF H-S）
かつて発売されていた上級グレード帯のATF。ATF H-SとATF S-Sのみ販売されていた時代はATF H-SがCVT兼用としても売り出されていた。2016年5月、ATF P-SおよびCVTF P-Sの発売とほぼ入れ替わるように終売。最後まで低粘度ATF指定車には対応しなかった。
タイプスリー（ATF T-III）
2019年6月発売。3〜5速のオートマチックトランスミッションへの使用に特化（すなわち非低粘度ATF使用車に特化）したATF。名前はJASO 1A制定時に主流だったDEXRON（デキシロン、GM系で国内ではトヨタをはじめとするアイシン精機（現：アイシン）製ATが採用していた）がDEXRON IIIであり、JASO 1Aも制定の軸はDEXRON IIIだったことから。低粘度ATF指定車およびCVTには対応しない。同社SDSによれば高度精製鉱物油ベース75-85%である。

### その他ケミカル

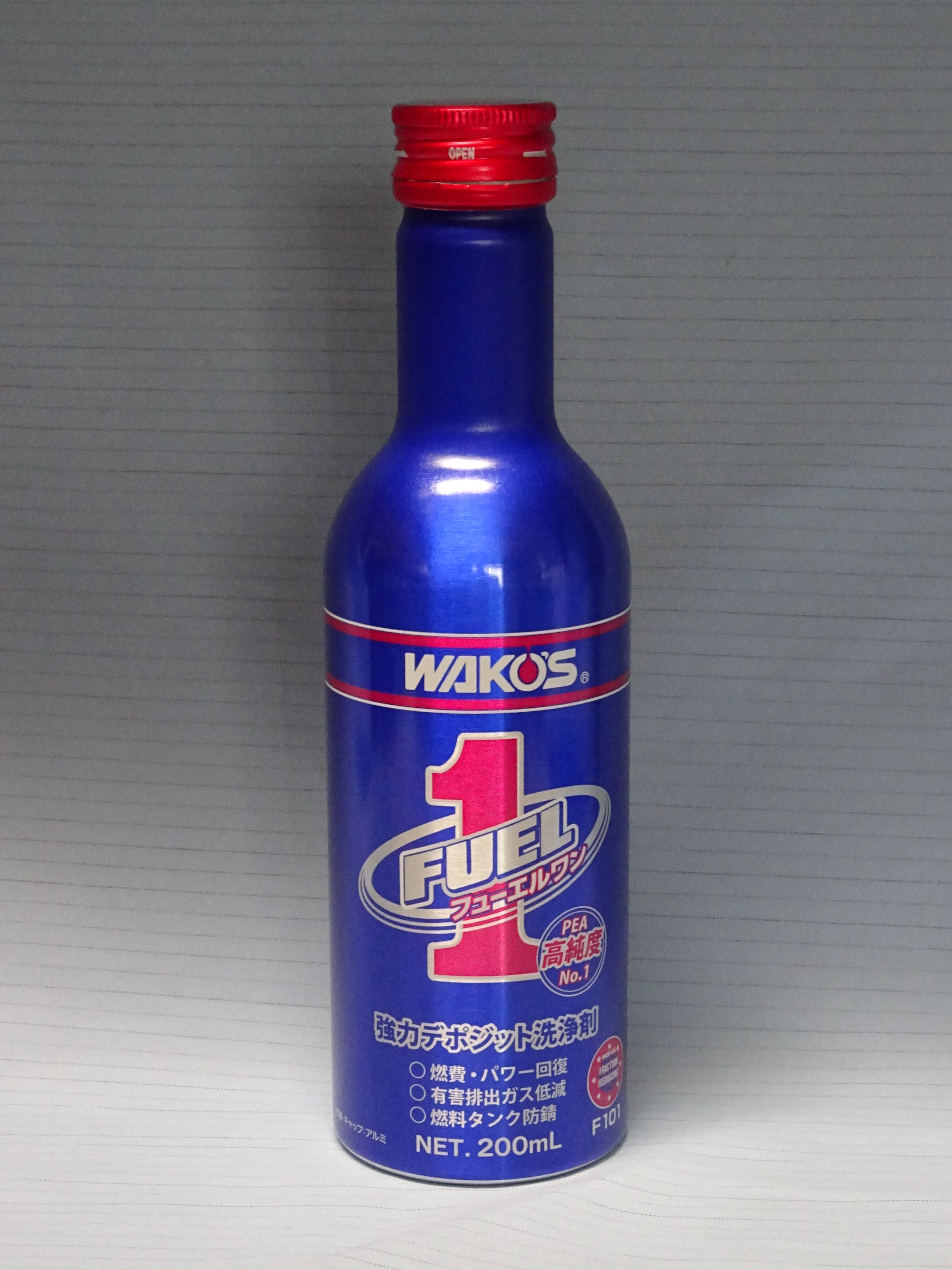
フューエル1

フューエル1（F-1）
洗浄剤にPEA（ポリエーテルアミン）、キャリー（希釈溶液）にPRTR制度指定物質のトリメチルベンゼンもしくはナフサを用いた燃料添加剤で強力な清浄効果があるとされる。改良で防錆効果も加わった。三菱自動車工業がGDIエンジンのカーボンによるトラブル対策とし同社のPEA添加剤を採用している。日産自動車の第二純正ブランドであるピットワークでもOEM品を取り扱っている（エンジンオイル添加剤S-FVも同様）。
フューエル2（F-2）
燃料系統および排気系統の汚れを抑制、燃焼状態を改善し燃料潤滑力を向上させる。燃料添加剤。フューエル1やディーゼル1でクリーンアップし本剤でキープクリーンすると効果的とカタログに記載されているほか、前身である後述のプレミアムパワーと異なり同時使用も条件付きで可能となっている。
プレミアムパワー（PMP）
燃料の潤滑性と燃焼効率を向上する燃料添加剤。清浄成分を含み、キープクリーン効果があるとされる。和光ケミカルにおいては前述のフューエル1と組み合わせて使用することを推奨している（同時使用ではなく、フューエル1を給油時に入れた後の次回給油でプレミアムパワーを入れて給油）。前述のフューエル2に代替され終売。
ディーゼル1（D-1）
ディーゼルエンジンのインジェクターの付着物を清浄すると謳う燃料添加剤。この燃料添加剤のみ、前述のフューエル1やプレミアムパワーより大容量の缶も用意されるが、これはディーゼル車が大型車に多く、その場合燃料タンクも容量が大きいことによる。
ディーゼル2（D-2）
ディーゼル微粒子捕集フィルター（DPF）に蓄積され、焼ききれなくなっている粒子状物質（PM）を再生しやすくする状態に改善する洗浄剤。製品カタログ上において「DPFユニットを分解せず、フィルター部に注入することで比較的簡便に施工できる」と記載。
レックス（RECS）
ガソリンエンジンの吸気系統の負圧部から点滴の要領で吸入させる洗浄剤。蓄積された汚れに浸透し、施工後の走行中に汚れに浸透した成分が清浄効果を発揮するとされる。製品カタログ上において「フューエル1との組み合わせて使用すると効果的」と記載。